# Phragmatobia fuliginosa
Phragmatobia fuliginosa — вид лускокрилих комах з родини еребід (Erebidae).

## Поширення
Поширений на більшій частині Європи, Північної Африки, Росії, Середньої Азії та Тибету. Він також присутній на півночі Північної Америки. Населяє вологі відкриті ліси та луки, змішані листяні ліси на низьких висотах, відкриті луки чи прерії та сільськогосподарські території на низьких висотах.

## Опис
Довжина переднього крила — 12-18 мм. Розмах крил — 30-35 мм. Передні крила варіюють за забарвленням від насиченого каштанового до тьмяного сірувато-коричневого, з двома чорними дискальними точками. Задні крила рожево-червоні, з двома чорними дискальними точками і плямами у зовнішнього краю. У екземплярів із сіруватими передніми крилами, що живуть частіше на півночі, біля основи заднього крила розташовується маленька рожева пляма. Черевце теж червоне, теж із чорними плямами.

## Спосіб життя
Літає імаго з середини квітня до жовтня. Вид має два або три покоління на рік і зимує як статевозріла гусениця, укрившись рослинністю біля землі. Живиться гусениця різними рослинами.

## Підвиди
Виділяють такі підвиди:
- Phragmatobia fuliginosa borealis (Staudinger, 1871). Поширений у Шотландії та північних регіонах Європи та Азії.
- Phragmatobia fuliginosa melitensis (O. Bang-Haas, 1927) (Мальта).
- Phragmatobia fuliginosa paghmani (Lének, 1966) (Закавказзя: Азербайджан; Іран; північний Ірак; Афганістан; Центральна Азія; південний Казахстан; Китай: західний Сіньцзян).
- Phragmatobia fuliginosa pulverulenta (Alphéraky, 1889) (Китай, південно-східний Казахстан).
- Phragmatobia fuliginosa rubricosa (Harris, 1841) (Північна Америка).
- Phragmatobia fuliginosa taurica (Daniel, 1970) (Близький Схід).